# Riedelia branderhorstii
Riedelia branderhorstii là một loài thực vật có hoa trong họ Gừng. Loài này được Theodoric Valeton miêu tả khoa học đầu tiên năm 1913.

## Phân bố
Loài này được tìm thấy ở tây nam đảo New Guinea, thuộc Indonesia. Mẫu vật điển hình: B. Branderhorst 213 do Bastiaan Branderhorst thu thập.